# روضةالصفات
روضةالصفات کتابی است منظوم به فارسی نوشته عبدی بیگ شیرازی در سال ۹۷۶ هجری برابر با ۱۵۵۹ میلادی. این اثر دربارهٔ توصیف باغ‌های تاریخی شهر قزوین است.
ویرایشی از این کتاب در سال ۱۹۷۴ میلادی در مسکو به چاپ رسید.